# غرايم كامبل
غرايم كامبل هو كاتب ومخرج كندي، ولد في 4 نوفمبر 1954 في مونتريال في كندا.

## وصلات خارجية
- غرايم كامبل على موقع IMDb (الإنجليزية)
- غرايم كامبل على موقع ألو سيني (الفرنسية)
- غرايم كامبل على موقع أول موفي (الإنجليزية)
- غرايم كامبل على موقع قاعدة بيانات الأفلام السويدية (السويدية)
- غرايم كامبل على موقع قاعدة بيانات الفيلم (الإنجليزية)
- غرايم كامبل على موقع كينوبويسك (الروسية)